# Ina Muhß

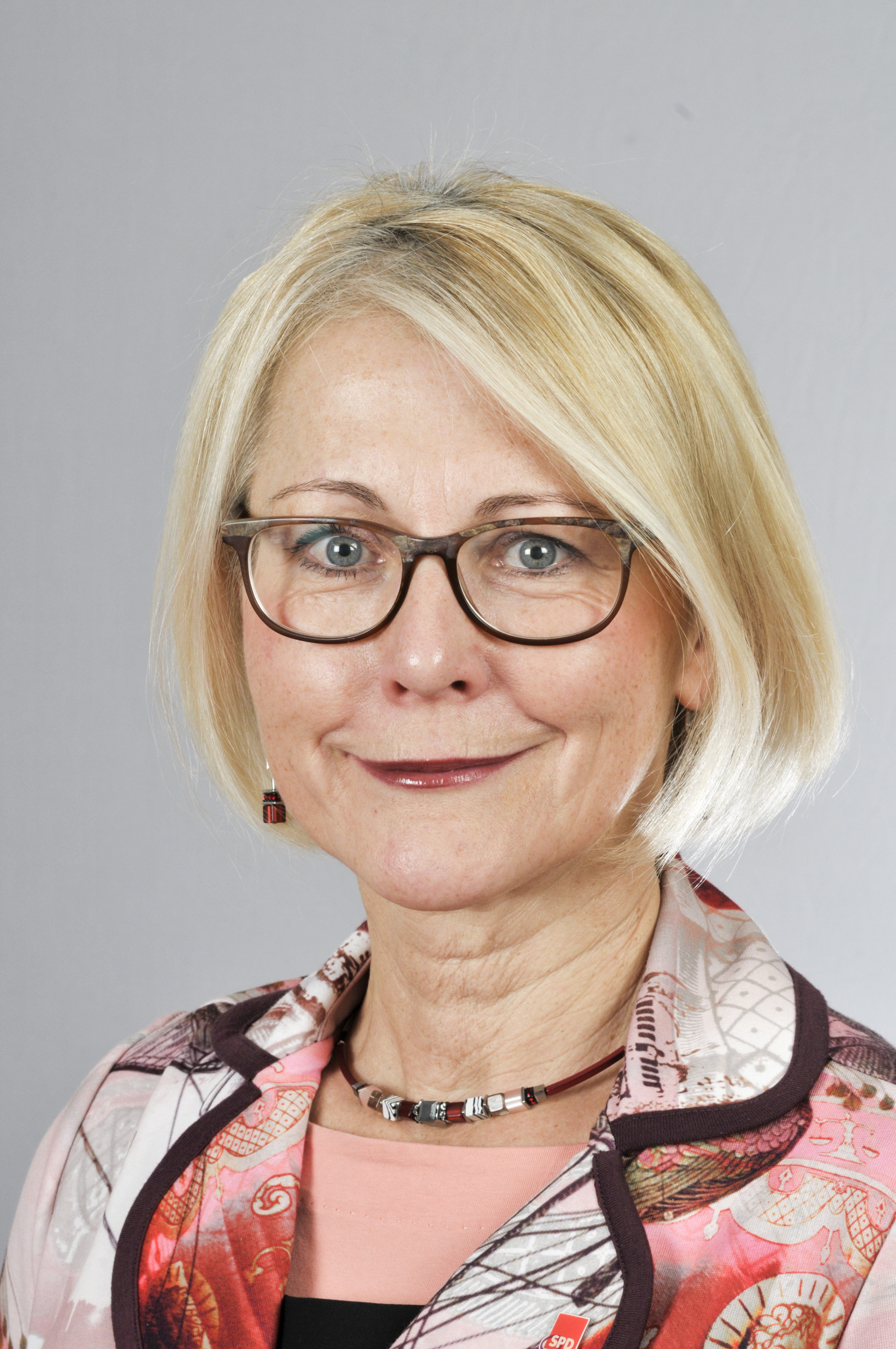
Ina Muhß 2016

Ina Muhß, geb. Hintze (* 10. September 1957 in Wittstock/Dosse) ist eine deutsche Politikerin (SPD) und war zwischen 2010 und 2019 Abgeordnete im Landtag Brandenburg.

## Leben und Beruf
Ihre Schullaufbahn beendete sie im Jahr 1976 mit dem Abitur an der Erweiterten Oberschule. Anschließend absolvierte sie beim Autobahnbaukombinat Nord als Laborantin ein praktisches Jahr. In den Jahren 1977 bis 1979 studierte sie vier Semester an der Bauhaus-Universität Weimar. Im Jahr 1980 heiratete sie und arbeitete bis 1982 als Materialdisponentin. Nachdem sie bis 1984 als Museumsmitarbeiterin tätig gewesen war, arbeitete sie dann in der Stadtverwaltung Wittstock. Von 1986 bis 1988 arbeitete sie in einer Buchbinderei in Neustrelitz, anschließend machte sie sich als Buchbinderin selbstständig. Berufsbegleitend absolvierte sie von 1992 bis 2000 die Ausbildung zur Buchbindemeisterin an den Meisterschulen der Handwerkskammern in Potsdam und Ostthüringen. Ab 1998 war sie Mitarbeiterin bei der Mitropa bei der Deutschen Bahn, bevor sie von 1999 bis 2007 als Heimerzieherin bei der Evangelischen Jugendhilfe Friedenshorst GmbH tätig war. Sie studierte dabei ebenfalls berufsbegleitend von 2000 bis 2003 Sozialpädagogik an der Fachhochschule Potsdam. Seit 2008 ist sie Projektleiterin bei der Kompetenzagentur Ostprignitz-Ruppin.
Ina Muhß ist verheiratet und hat drei Kinder.

## Politik
Muhß ist seit dem Jahr 2006 Mitglied der SPD und seit 2003 Mitglied der Stadtverordnetenversammlung Wittstock/Dosse sowie seit 2008 Mitglied des Kreistages Ostprignitz-Ruppin.
Bei der Landtagswahl 2009 trat sie im Landtagswahlkreis Prignitz II/Ostprignitz-Ruppin II als Kandidatin an, jedoch erreichte sie nicht das Direktmandat. Am 19. Januar 2010 rückte sie für den verstorbenen Abgeordneten Klaus Bochow nach und wurde Mitglied des Landtages Brandenburg.